# Burgin
Burgin är en ort i Mercer County, Kentucky, USA. År 2000 hade orten 874 invånare. Den har enligt United States Census Bureau en area på 3,0 km², allt är land.